# حلوای ماسه‌ای آرام
حلوای ماسه‌ای ارام (نام علمی: Psettichthys melanostictus) نام یک گونه از تیره کفشک‌ماهیان راست‌روی است.